# International Film Service

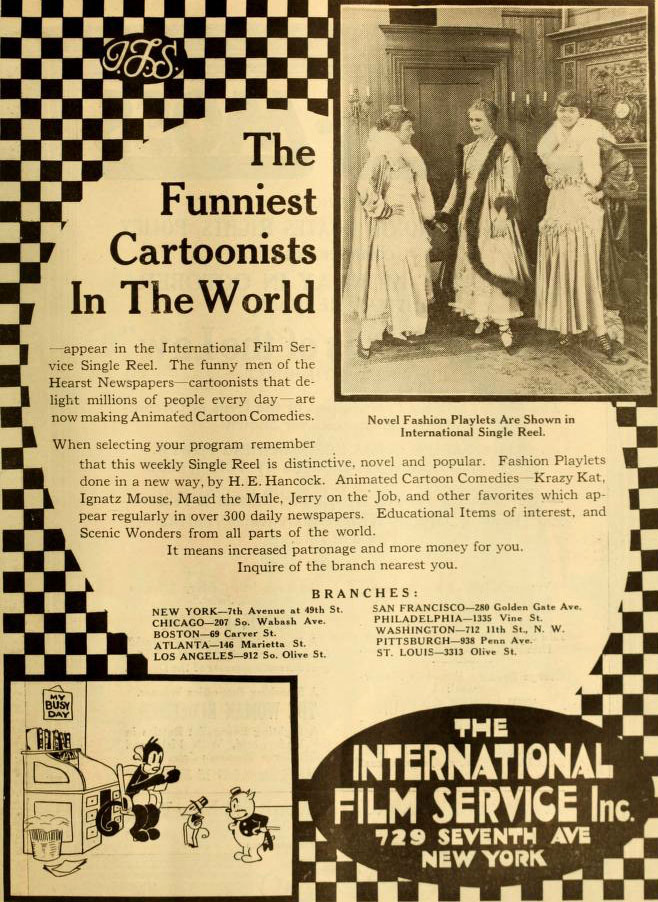
International Film Service (1916)

International Film Service foi um estúdio de animação estado-unidense criado para explorar as popularidade das tiras de jornal controlado por William Randolph Hearst.